# Dile, canta viejo canta y otros éxitos más
Dile, canta viejo canta y otros éxitos más es un álbum recopilatorio de sencillos del cantante Ricardo Montaner sacado sólo en el mercado venezolano

## Listado de canciones
1. "Dile" (Carvallo / Ricardo Montaner)
2. "Ámame" (Carvallo / Ricardo Montaner)
3. "Mi Cielo y Mi Alma" (Sandro Giacobbe)
4. "Canta Viejo Canta" (Ricardo Montaner)
5. "Eres mi vida" (Ricardo Montaner)
6. "Más, quiero más" (Ricardo Montaner)
7. "Amar es mi razón" (Salvador Baglieri)
8. "En esta oportunidad" (Ricardo Montaner)
9. "Ella está con lágrimas en los ojos" (D. en D.)
10. "Liu" (L. Moralli)

- Datos: Q28501617